# Phaonia gulianensis
Phaonia gulianensis är en tvåvingeart som beskrevs av Ma och Xiaolong Cui 1992. Phaonia gulianensis ingår i släktet Phaonia och familjen husflugor.
Artens utbredningsområde är Heilongjiang (Kina). Inga underarter finns listade i Catalogue of Life.